# Mai 2011

## Faits marquants
- 1er mai :
  - béatification de Jean-Paul II par le Pape Benoît XVI ;
  - guérison miraculeuse de Floribeth Mora Diaz.
- 2 mai :
  - Oussama ben Laden est tué dans une opération lancée par le président américain Barack Obama ;
  - élections fédérales canadiennes : le Parti conservateur remporte une majorité à la Chambre des communes ; hausse inouïe du Nouveau Parti démocratique, surtout au Québec, lui donne l'Opposition officielle; les libéraux encaissent de lourdes pertes et le Bloc québécois est presque anéanti ; le Parti vert gagne son premier siège.
- 5 mai : référendum britannique sur le mode de scrutin ; élections législatives galloises.
- 7 mai : élections législatives singapouriennes : victoire du Parti d'action populaire, au pouvoir depuis 1959.
- Du 11 au 22 mai : 64e édition du Festival de Cannes.
- 11 mai : séisme à Lorca (Espagne), d'une magnitude 5,1.
- 13 mai : attentat à Shabqadar au Pakistan, revendiqué par le Tehrik-e-Taliban Pakistan.
- Du 14 au 29 mai : quinzaine du commerce équitable en France.
- 14 mai :
  - l'Azerbaïdjan remporte le 56e Concours Eurovision de la chanson 2011 à Düsseldorf avec la chanson Running Scared ;
  - le directeur général du Fonds monétaire international Dominique Strauss-Kahn est arrêté aux États-Unis, soupçonné d’agression sexuelle.

- 21 mai :
  - investiture d'Alassane Ouattara à la présidence de la Côte d'Ivoire ;
  - en Géorgie, début de manifestations anti-gouvernementales contre le président Mikheil Saakachvili ;
  - finale de la Coupe d'Europe de rugby à XV à Cardiff, au pays de Galles qui voit la victoire de Leinster à Northampton Saints (33-22).

- 22 mai :
  - élections municipales en Espagne ;
  - coup d'envoi des 81e Internationaux de France à Roland-Garros, à Paris.
- 23 mai : les autorités sanitaires allemandes signalent la propagation rapide d'une bactérie, l'Escherichia coli entérohémorragique (EHEC) faisant au moins trois morts[1].

- 25 mai : dernier épisode de The Oprah Winfrey Show. Il a été précédé par un enregistrement d'adieu en deux parties devant un auditoire de 13 000 personnes avec la participation d'Aretha Franklin, Tom Cruise, Stevie Wonder, Beyoncé, Tom Hanks, Maria Shriver, Will Smith et Madonna. Oprah Winfrey remercia son personnel et ses fans, et termina son discours en larmes. Ce dernier épisode reçut l'audience la plus élevée depuis 17 ans.

- 27 mai : fin de la construction de la Station spatiale internationale.

- 28 mai :
  - finale de la Ligue des champions de l'UEFA au stade de Wembley qui voit la victoire du FC Barcelone sur Manchester United (3 buts à 1) ;
  - transformation de Playhouse Disney qui devient Disney Junior.

- 31 mai : journée mondiale sans tabac.